# Fischerhuder Wümmeniederung
Die Fischerhuder Wümmeniederung ist ein Naturschutzgebiet im Ortsteil Fischerhude des niedersächsischen Fleckens Ottersberg im Landkreis Verden.

## Allgemeines
Das Naturschutzgebiet mit dem Kennzeichen NSG LÜ 270 ist rund 772 Hektar groß. Es grenzt im Nordwesten direkt an das Naturschutzgebiet „Borgfelder Wümmewiesen“, mit dem es ein knapp 1.400 Hektar großes zusammenhängendes Schutzgebiet bildet, und ansonsten fast vollständig vom Landschaftsschutzgebiet „Wümmeniederung mit Dünen und Seitentälern“ umgeben. Das Naturschutzgebiet „Fischerhuder Wümmeniederung“ ist vollständig Bestandteil des FFH-Gebietes „Wümmeniederung“ und des EU-Vogelschutzgebietes „Wümmeniederung bei Fischerhude“. Das Gebiet steht seit dem 13. April 2006 unter Naturschutz. Zuständige untere Naturschutzbehörde ist der Landkreis Verden.

## Beschreibung
Das Naturschutzgebiet liegt nordöstlich von Bremen im westlichen Bereich der Wümmeniederung mit dem Binnendelta der Wümme. Es ist gekennzeichnet von extensiv bewirtschaftetem Grünland mit zahlreichen Gräben und Stillgewässern. Die Flächen werden in den Wintermonaten häufig überschwemmt. Sehr nasse Teilbereiche bleiben ungenutzt und sollen sich zu Röhricht- und Auwaldbereichen entwickeln.
Der größte Teil des heutigen Naturschutzgebietes wurde 1992 in die Maßnahmen zur Errichtung und Sicherung schutzwürdiger Teile von Natur und Landschaft mit gesamtstaatlich repräsentativer Bedeutung aufgenommen. Ziel der bis Ende 2004 abgeschlossenen Maßnahmen war es, die ökologische Bedeutung des Gebietes zu erhalten bzw. zu verbessern. Dafür wurde der Grundwasserspiegel flächig angehoben, um das Grünland zu vernässen, und die Überschwemmungen wurden dadurch zeitlich ausgedehnt. Die landwirtschaftliche Nutzung wurde extensiviert. Durch die Neuanlage von Still- und Fließgewässern wurde die Charakteristik des Binnendeltas, das durch Begradigung der Wümmearme und Zuschütten von Altarmen teilweise zerstört worden war, zu einem Teil wiederhergestellt. Um dem Flusslauf die Möglichkeit zu geben, sich sein Bett selbst zu suchen, wurden Deiche abgetragen bzw. verlegt. Wehre wurden zu Sohlgleiten umgebaut, um so die Durchgängigkeit für Wanderfische wiederherzustellen.
Ein Wegenetz im Naturschutzgebiet darf betreten werden. Die Wümme darf zeitweise für den Wassersport mit nicht motorisierten Fahrzeugen genutzt werden.